# Sirio

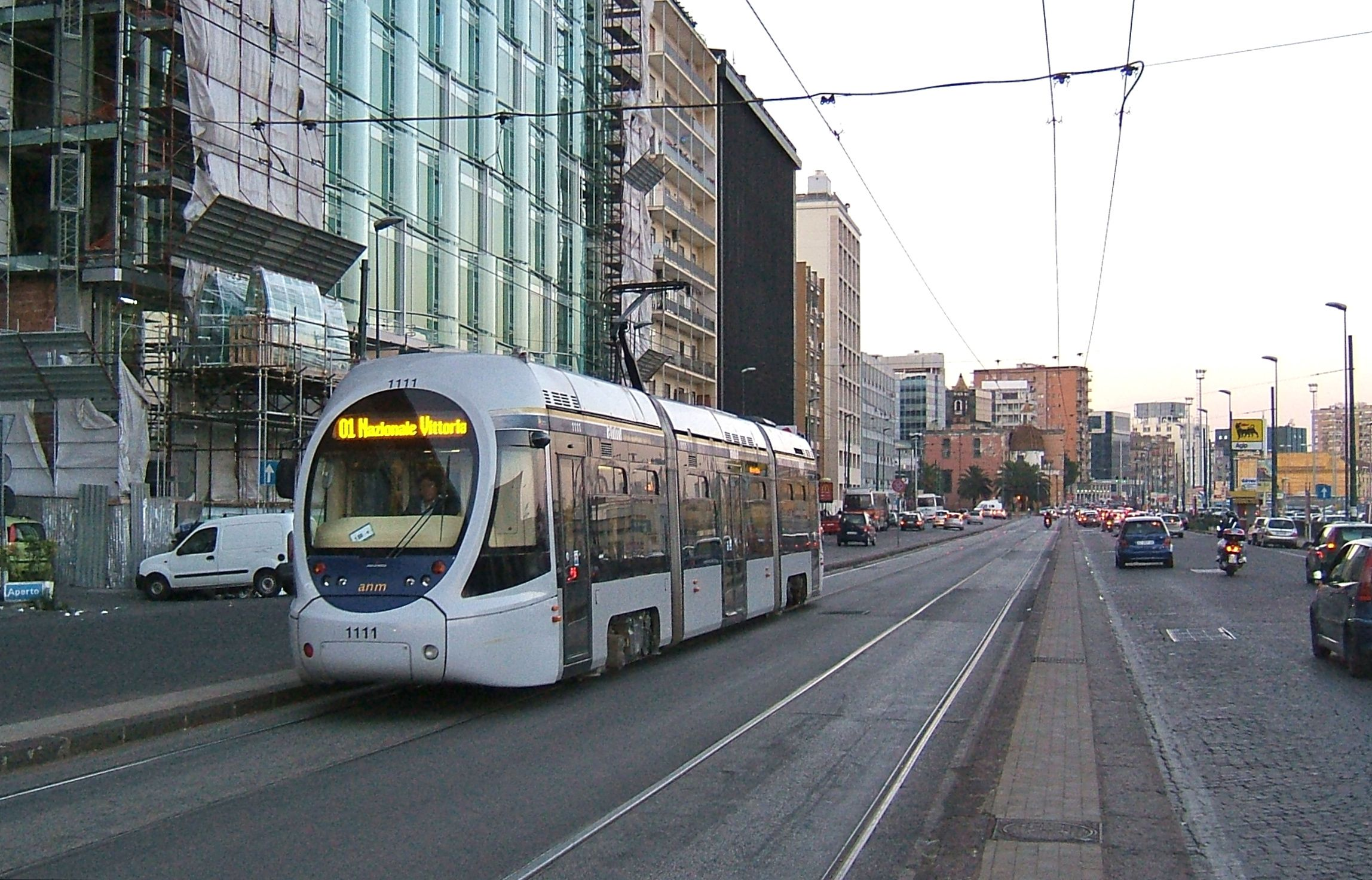
Tramwaj Sirio w Neapolu

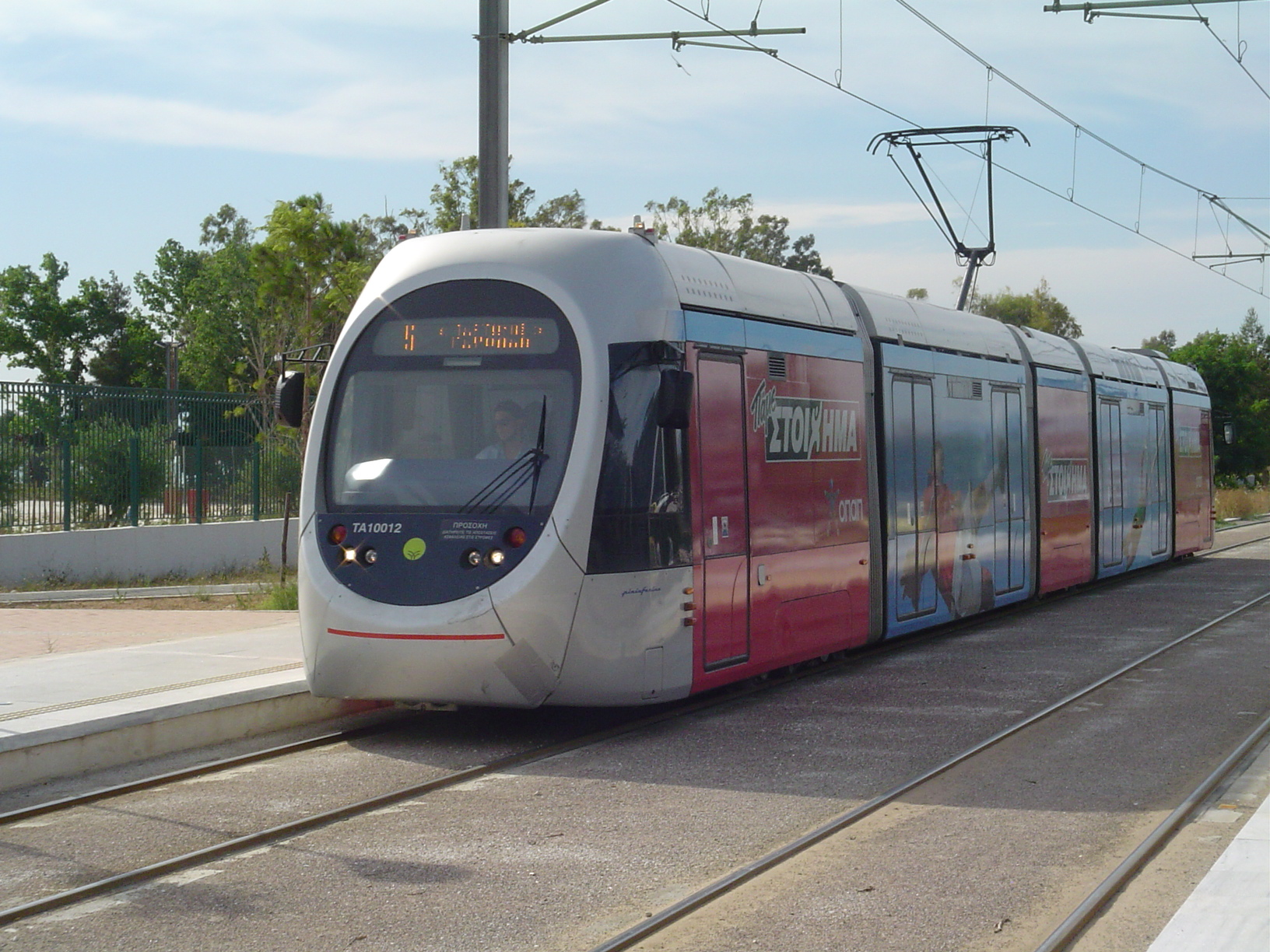
Tramwaj Sirio w Atenach

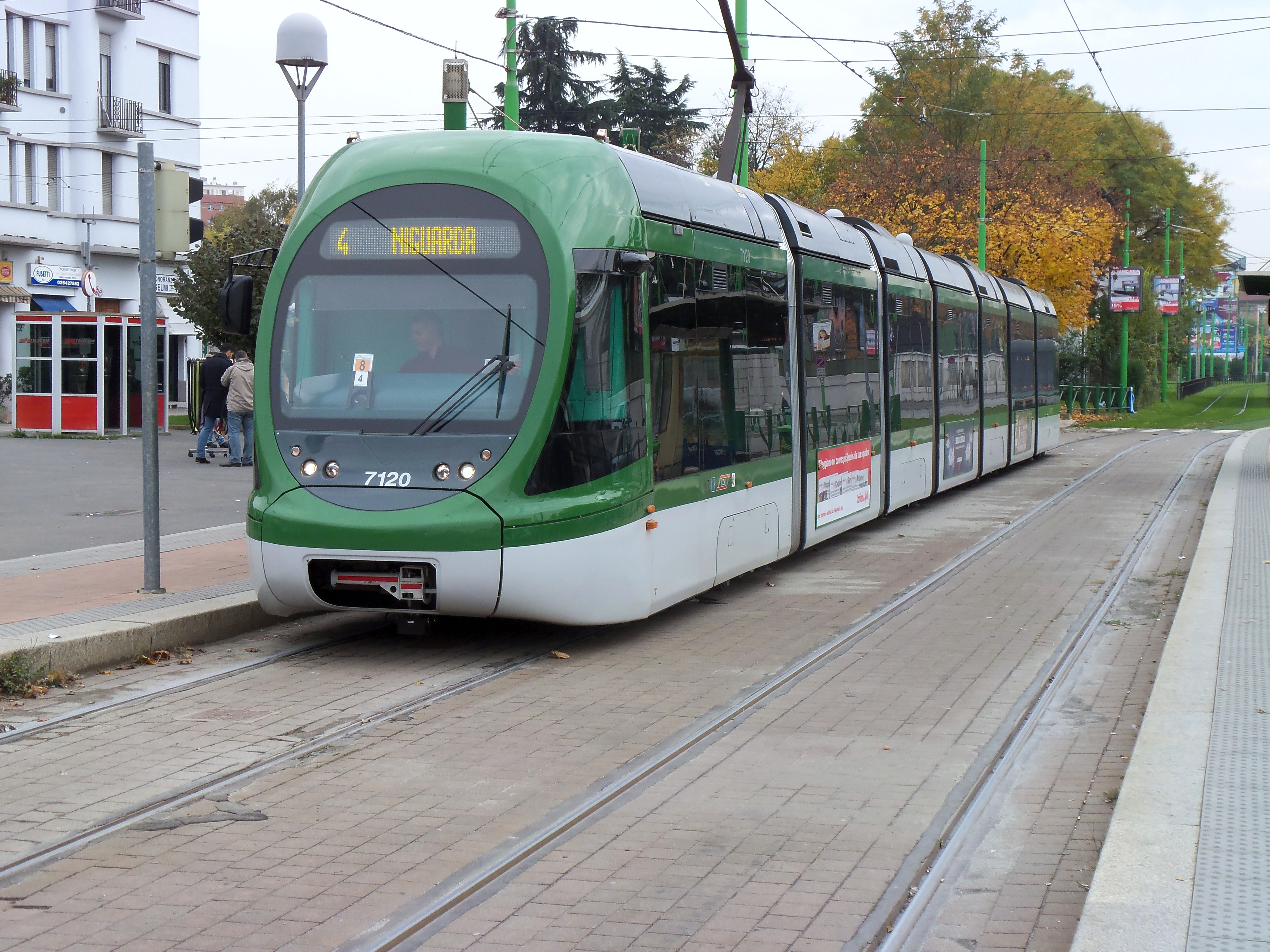
Tramwaj Sirio w wersji siedmioczłonowej w Mediolanie

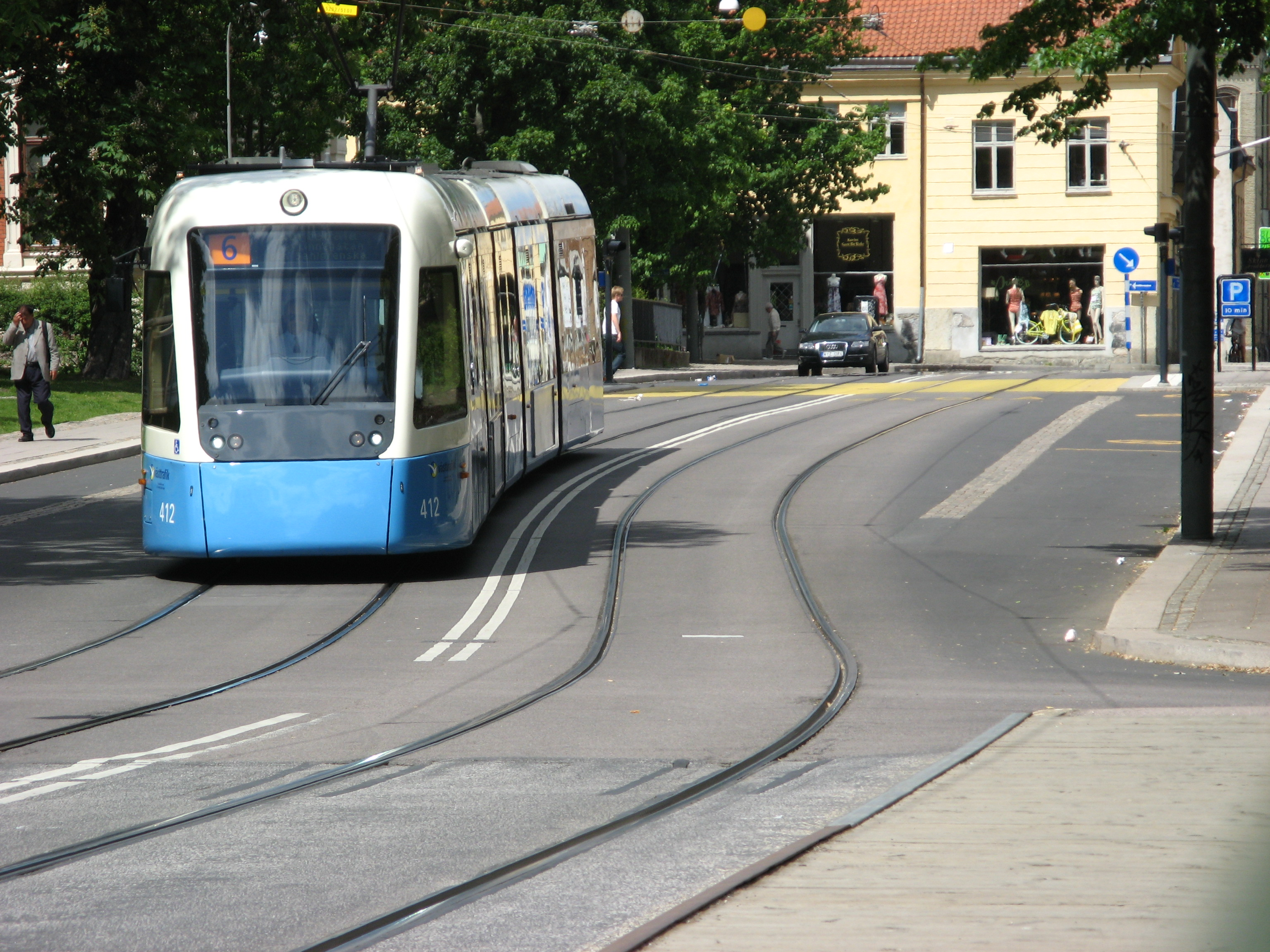
Tramwaj Sirio w Göteborgu

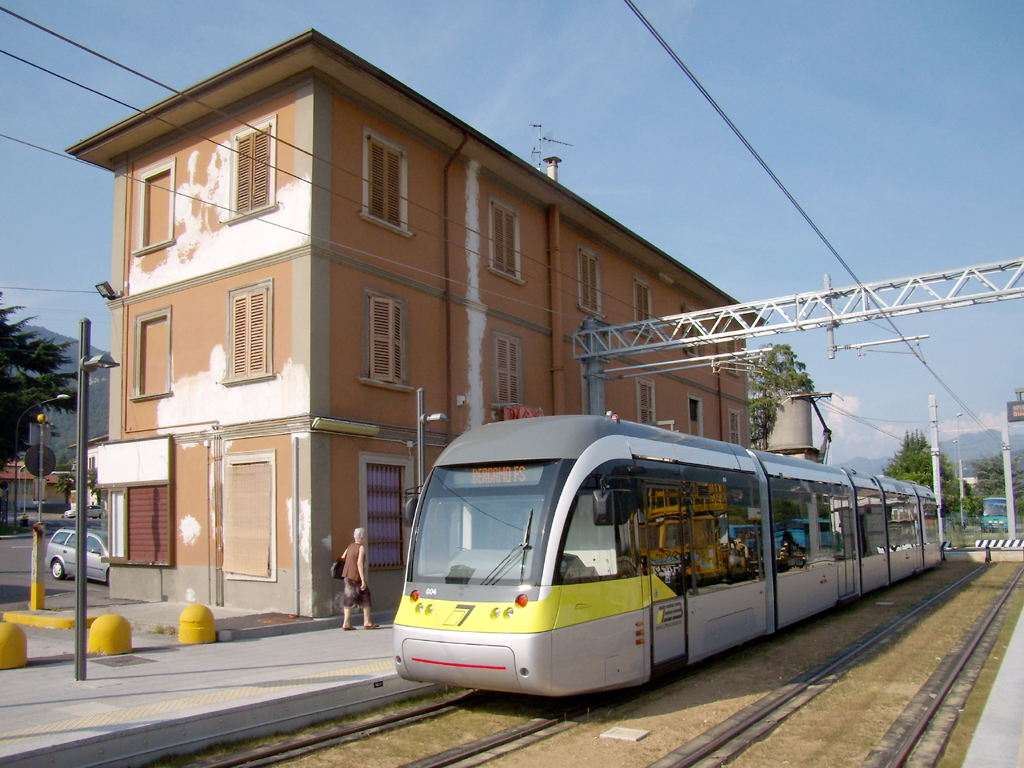
Tramwaj Sirio w Bergamo

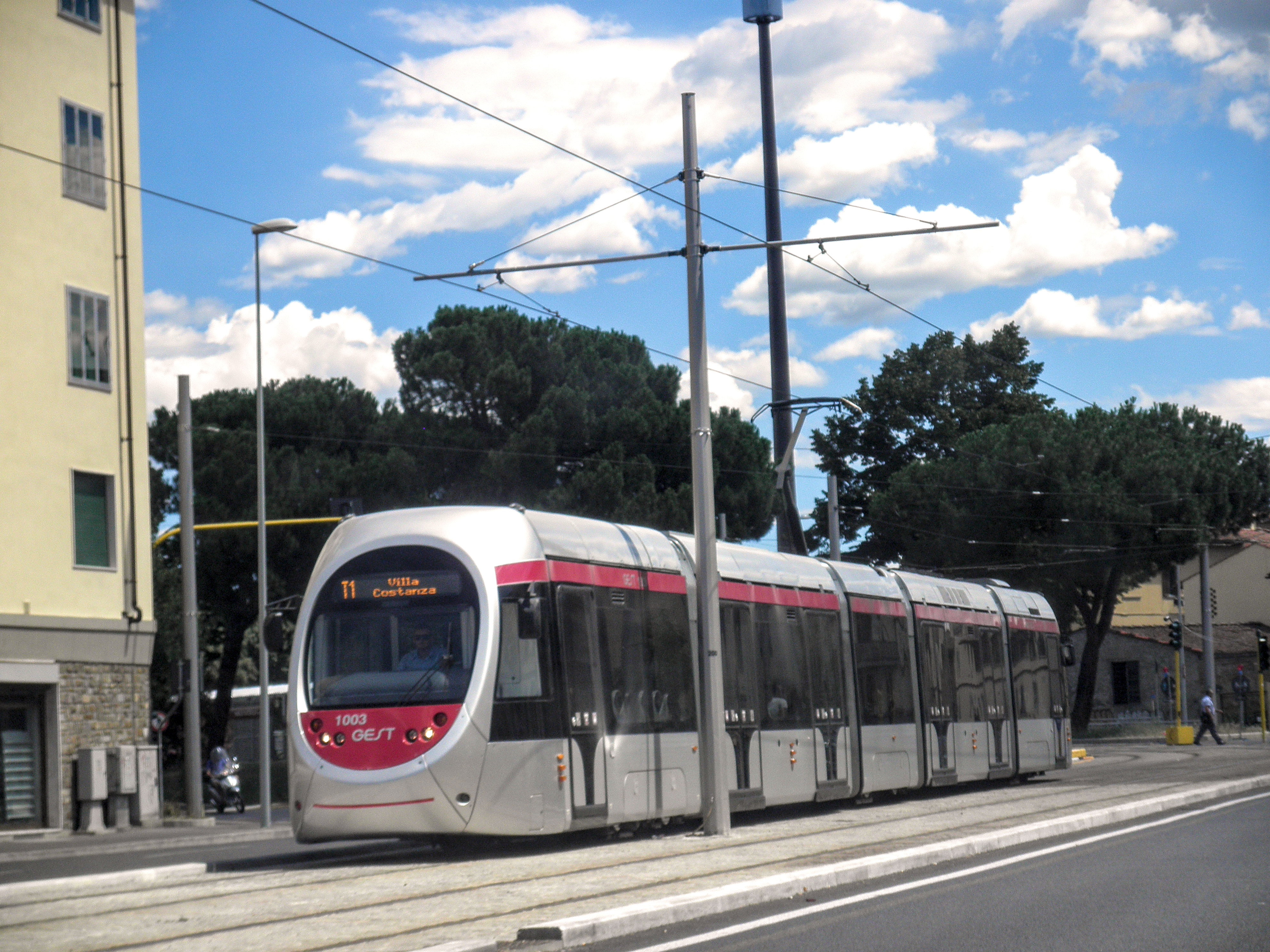
Tramwaj Sirio we Florencji

Sirio – niskopodłogowe tramwaje produkcji włoskiego producenta AnsaldoBreda.

## Konstrukcja
Tramwaje Sirio produkowane są jako modułowe dzięki czemu mogą powstawać tramwaje o długości od 20 do 50 m, szerokości od 2,3 do 2,65 m, oraz z różnym rozplanowaniem wnętrza oraz drzwi. Szerokość drzwi dwuskrzydłowych wynosi 1,3 m, a drzwi jednoskrzydłowych 90 cm, wysokość drzwi wynosi 2 m. W tramwajach Sirio zastosowano silniki trójfazowe prądu przemiennego o mocy 106 kW każdy, po dwa na każdy wózek napędowy. Tramwaje w zależności od wymagań zamawiającego mogą jeździć pod napięciem wynoszącym od 550 V DC do 1200 V DC. Tramwaje Sirio generalnie są w 100% niskopodłogowe. Podłoga umieszczona jest 350 mm nad główką szyny, tylko w kabinie motorniczego jest ona nieco wyżej bo 850 mm nad główką szyny.

## Produkowane odmiany

### Ateny
Tramwaje Sirio zamówione przez Ateny są dwukierunkowe, pięcioczłonowe, w całości niskopodłogowe o długości 31,9 m. W członach skrajnych zastosowano drzwi jednoskrzydłowe, natomiast w członach 2 i 4 zastosowano drzwi dwuskrzydłowe. Pierwsze tramwaje do Aten trafiły w 2002, łącznie zamówiono 35 tramwajów tego typu. Podobne tramwaje zamówiły miasta: Florencja oraz Bergamo. Tramwaje dla Aten, Florencji i Bergamo wyposażono w 4 silniki o mocy 106 kW każdy. Prędkość tramwajów wynosi 70 km/h.

### Göteborg
Odmienną konstrukcję mają tramwaje Sirio dla szwedzkiego miasta Göteborg. Tramwaje dla Göteborga są jednokierunkowe o długości 29,4 m i szerokości 2,65 m. Mają także większą prędkość maksymalną wynoszącą 80 km/h. W tramwajach zastosowano 4 wózki o mocy 106 kW każdy. Tramwaje zostały wyposażone w cztery pary drzwi dwuskrzydłowych. Łącznie do Göteborga trafiło 40 tramwajów.

### Mediolan
Tramwaje dla Mediolanu powstały w dwóch wersjach: pięcioczłonowej oraz siedmioczłonowej. Tramwaje są jednokierunkowe o szerokości 2,4 m. Tramwaje pięcioczłonowe są długości 25 m. Drzwi dwuskrzydłowe umieszczono w członach 2 i 4, natomiast drzwi jednoskrzydłowe w członach 1 i 5. Jeden tramwaj może przewieść 198 pasażerów w tym 52 na miejscach siedzących. Tramwaje siedmioczłonowe są długości 35 m i posiadają 3 pary drzwi dwuskrzydłowych w członach 2, 4 i 6, a drzwi jednoskrzydłowe w członach 1 i 7. Tramwaje w wersji siedmioczłonowej mogą przewieźć 309 pasażerów w tym 63 na miejscach siedzących. Napięcie w sieci trakcyjnej pod którym jeżdżą tramwaje Sirio w Mediolanie wynosi 600 V. Prędkość tramwajów wynosi 70 km/h. Tramwaje posiadają cztery silniki o mocy 106 kW każdy. Łącznie wyprodukowano 35 tramwajów pięcioczłonowych i 58 siedmioczłonowych.

### Sassari
Kolejnym włoskim miastem które eksploatuje tramwaje Sirio jest Sassari, które posiada 4 dwukierunkowe, dwustronne i dwusystemowe tramwaje o długości 27,5 m i szerokości 2,4 m. Wagony poruszają się po trasie o szerokości toru wynoszącej 950 mm. Napięcie w sieci pod którym pracują wynosi 750 V. Tramwaje wyposażono w cztery silniki po dwa na każdym wózku. Tramwaj może przewieść 189 pasażerów w tym 38 na miejscach siedzących. Tramwaje mogą rozwinąć prędkość 70 km/h.

### Neapol
Tramwaje Sirio dla Neapolu wyprodukowano w wersji trzyczłonowej, dwukierunkowej o długości 19,8 m i szerokości 2,3 m. W tramwaju może jechać 155 pasażerów w tym 31 na miejscach siedzących. Tramwaje wyposażono w jeden wózek napędowy. Maksymalna prędkość tramwajów wynosi 70 km/h.

### Kayseri
Tramwaje dla tureckiego miasta Kayseri są pięcioczłonowe, dwukierunkowe i dwustronne o długości 32,4 m i szerokości 2,65 m. W członach skrajnych oraz w członie czwartym zastosowano drzwi jednoskrzydłowe, a w członie drugim zastosowano dwie pary drzwi dwuskrzydłowych. Tramwaje poruszają się pod napięciem wynoszącym 750 V DC. Maksymalna prędkość tramwajów wynosi 75 km/h. Tramwaj może pomieścić 206 pasażerów w tym 64 na miejscach siedzących. Łącznie dostarczono 22 tramwaje.

### Samsun
Kolejnym miastem tureckim które zamówiło tramwaje Sirio jest Samsun, który zamówił 16 tramwajów o długości 32 m i szerokości 2,65 m. W tramwaju będzie mogło jechać 279 pasażerów. Wagony zostaną wyposażone w cztery silniki.

## Eksploatacja
Tramwaje Sirio eksploatowane są w 9 miastach:
| Państwo | Miasto    | Lata dostaw | Liczba, szt. | Numery                                | Uwagi                                                   |
| ------- | --------- | ----------- | ------------ | ------------------------------------- | ------------------------------------------------------- |
| Grecja  | Ateny     | 2002 – 2004 | 35           | 10001 – 10035                         |                                                         |
| Włochy  | Bergamo   | 2009        | 14           |                                       |                                                         |
| Włochy  | Florencja | 2010        | 17           | 1001 – 1017                           |                                                         |
| Włochy  | Mediolan  | 2002 – ?    | 122          | 7101 – 7158, 7501 – 7535, 7602 – 7628 | tramwaje są w wersji pięcioczłonowej i siedmioczłonowej |
| Włochy  | Neapol    | 2004        | 22           | 1101 – 1122                           |                                                         |
| Włochy  | Sassari   | 2006        | 4            | 01 – 04                               |                                                         |
| Szwecja | Göteborg  | 2004 – 2009 | 40           | 401 – 440                             |                                                         |
| Turcja  | Kayseri   |             | 22           |                                       |                                                         |
| Turcja  | Samsun    |             | 16           |                                       |                                                         |